# António Carreira
António Carreira (Lisboa, entre 1520 i 1530 - idem. 1587 i 1597 (probablement pel voltant de 1592 e 1594). Fou un compositor portuguès del Renaixement i Mestre de la Capella Reial.
El seu fill António m. el 1599, fou religiós agustí. Es conserven d'ell dos motets i dues lamentacions.
Una altra António Carreira, de la mateixa família, fou mestre de capella de la catedral de Santiago de Galícia, havent deixat diverses composicions.